# Фіштреп 19
Фіштреп 19 (англ. Fishtrap 19) — індіанська резервація в Канаді, у провінції Британська Колумбія, у межах регіонального округу Карібу.

## Населення
За даними перепису 2016 року, індіанська резервація нараховувала 15 осіб, показавши скорочення на 25,0 %, порівняно з 2011 роком. Середня густина населення становила 54,1 осіб/км².

## Клімат
Середня річна температура становить 2,2 °C, середня максимальна — 17,7 °C, а середня мінімальна — −16,9 °C. Середня річна кількість опадів — 407 мм.
| Клімат поселення                              | Клімат поселення | Клімат поселення | Клімат поселення | Клімат поселення | Клімат поселення | Клімат поселення | Клімат поселення | Клімат поселення | Клімат поселення | Клімат поселення | Клімат поселення | Клімат поселення | Клімат поселення |
| Показник                                      | Січ.             | Лют.             | Бер.             | Квіт.            | Трав.            | Черв.            | Лип.             | Серп.            | Вер.             | Жовт.            | Лист.            | Груд.            |                  |
| Середній максимум, °C                         | −2,27            | 0,36             | 5,27             | 9,82             | 14,07            | 17,74            | 17,34            | 17,21            | 13,36            | 8,07             | 0,96             | −4,69            |                  |
| Середня температура, °C                       | −9,58            | −6,94            | −2,07            | 2,50             | 6,77             | 10,42            | 12,83            | 12,73            | 8,85             | 3,57             | −3,53            | −9,17            |                  |
| Середній мінімум, °C                          | −16,9            | −14,25           | −9,37            | −4,8             | −0,54            | 3,10             | 8,35             | 8,23             | 4,35             | −0,93            | −8,02            | −13,67           |                  |
| Норма опадів, мм                              | 39               | 21               | 17               | 19               | 31               | 43               | 42               | 35               | 28               | 42               | 50               | 40               |                  |
| Середньомісячна швидкість вітру, м/с          | 1.70             | 1.80             | 2.00             | 2.28             | 2.30             | 2.30             | 2.20             | 2.00             | 1.90             | 1.90             | 1.90             | 1.60             |                  |
| Середньомісячна сонячна радіація, кДж/м²·день | 2753             | 5378             | 9986             | 14618            | 18267            | 19819            | 19916            | 16783            | 11712            | 6333             | 3112             | 2064             |                  |
| --------------------------------------------- | ---------------- | ---------------- | ---------------- | ---------------- | ---------------- | ---------------- | ---------------- | ---------------- | ---------------- | ---------------- | ---------------- | ---------------- | ---------------- |
| Джерело:                                      |                  |                  |                  |                  |                  |                  |                  |                  |                  |                  |                  |                  |                  |